# Senar (cidade)
Senar (em árabe: سنار; romaniz.: Sannār) é a capital do estado de Senar, localizada na margem ocidental do rio Nilo Azul, no centro do Sudão, aproximadamente 280 km ao sudeste da capital, Cartum. Senar foi a primeira capital do Sudão moderno antes das cidades de Wad Medani e Cartum. Senar também foi por muitos séculos a capital do Sultanato de Senar, que governou o Sudão durante o século XVII até o ano de 1821, quando foi anexada pelo Egito Otomano e passou a integrar a Eialete do Egito. A cidade está conectada por linhas ferroviárias que a ligam a várias regiões do país, incluindo Cartum, Al-Ubayyid, Porto Sudão e Ad-Damazin, tornando-a um ponto estratégico na rede de transporte ferroviário sudanesa.